# Marte, un mondo perduto
Marte, un mondo perduto (Rainbow Mars) è una raccolta di racconti fantascientifici pubblicata nel 1999 dallo scrittore statunitense Larry Niven. Il volume contiene sei storie con protagonista Hanville Svetz, cinque precedentemente pubblicate e la più lunga, Marte, un mondo perduto, scritta appositamente per la raccolta.
L'ambientazione delle storie di Svetz è la Terra in un lontano futuro. Il leader ereditario della Terra, noto come Segretario generale, è un imbecille innato. Per mantenere l'interesse del Segretario, diverse fazioni della capitale usano la loro scienza avanzata per divertirlo. La sezione di Svetz utilizza il viaggio nel tempo nel tentativo di riportare indietro animali estinti da tempo dal passato della Terra. All'insaputa di Svetz e della sua squadra, stanno effettivamente viaggiando indietro nel passato immaginario e tornando con creature mitiche.

## Racconti
- Marte, un mondo perduto (Rainbow Mars). Con un nuovo Segretario generale interessato più ai viaggi nello spazio che agli animali, Svetz usa la sua macchina del tempo per visitare Marte, che trova popolato dalle creazioni di Edgar Rice Burroughs, Ray Bradbury, C. S. Lewis, H. G. Wells e Stanley G. Weinbaum. La storia è iniziata come una collaborazione con Terry Pratchett; alcune delle sue idee rimangono nella bozza finale, principalmente l'uso dell'Yggdrasil.
- La volata del cavallo (The Flight of the Horse), pubblicato per la prima volta sulla rivista The Magazine of Fantasy and Science Fiction nell'ottobre 1969. Svetz viene mandato indietro nel tempo per catturare un cavallo, ma riporta invece un unicorno.
- Meglio un uovo oggi... (Bird in the Hand), pubblicato per la prima volta sulla rivista The Magazine of Fantasy and Science Fiction nell'ottobre 1970. Svetz viene mandato a prendere un roc, ma ritorna con uno struzzo, che trasforma in roc. Un suo collega fa scorrere un prototipo della primissima automobile, causando un pericoloso problema nel presente .
- Leviatano! (Leviathan!), pubblicato per la prima volta sulla rivista Playboy nell'agosto 1970. Svetz viene inviato per catturare la più grande creatura mitica che sia mai stata immaginata, il Leviatano.
- C'è un lupo nella mia macchina del tempo (There's a Wolf in My Time Machine), pubblicato per la prima volta sulla rivista The Magazine of Fantasy and Science Fiction nell'ottobre 1970. Svetz si innamora di una donna che si trasforma in un lupo.
- La morte in una gabbia (Death in a Cage), pubblicato per la prima volta nella collezione di Niven The Flight of the Horse nel 1973. Svetz incontra l'archetipo di Grim Reaper.
- Svetz e il Gambo di Fagiolo (Svetz and the Beanstalk). Postfazione.

## Edizione italiana
- Larry Niven, Marte, un mondo perduto, collana Urania 1418, traduzione di Gaetano Luigi Staffilano, Milano, Arnoldo Mondadori Editore, 2001.